# Approuague
L'Approuague est un fleuve de Guyane qui prend sa source dans le Massif central guyanais.

## Géographie
L'Approuague prend source dans le massif Emerillon, au sud-ouest du pic Baron (619 m), et à 425 m d'altitude
De 335,2 km de longueur, c'est sur ce fleuve qu'eurent lieu les premières ruées vers l'or au début du XXe siècle.
Il a son embouchure entre la pointe Béhague à l'est et la côte de Kaw à l'ouest et à l'ouest de la baie de l'Oyapok, frontière entre la Guyane et le Brésil.

### Commune traversée
Dans le département et région de la Guyane, l'Approuague traverse la seule commune de Régina, dans l'arrondissement de Cayenne.

### Bassin versant

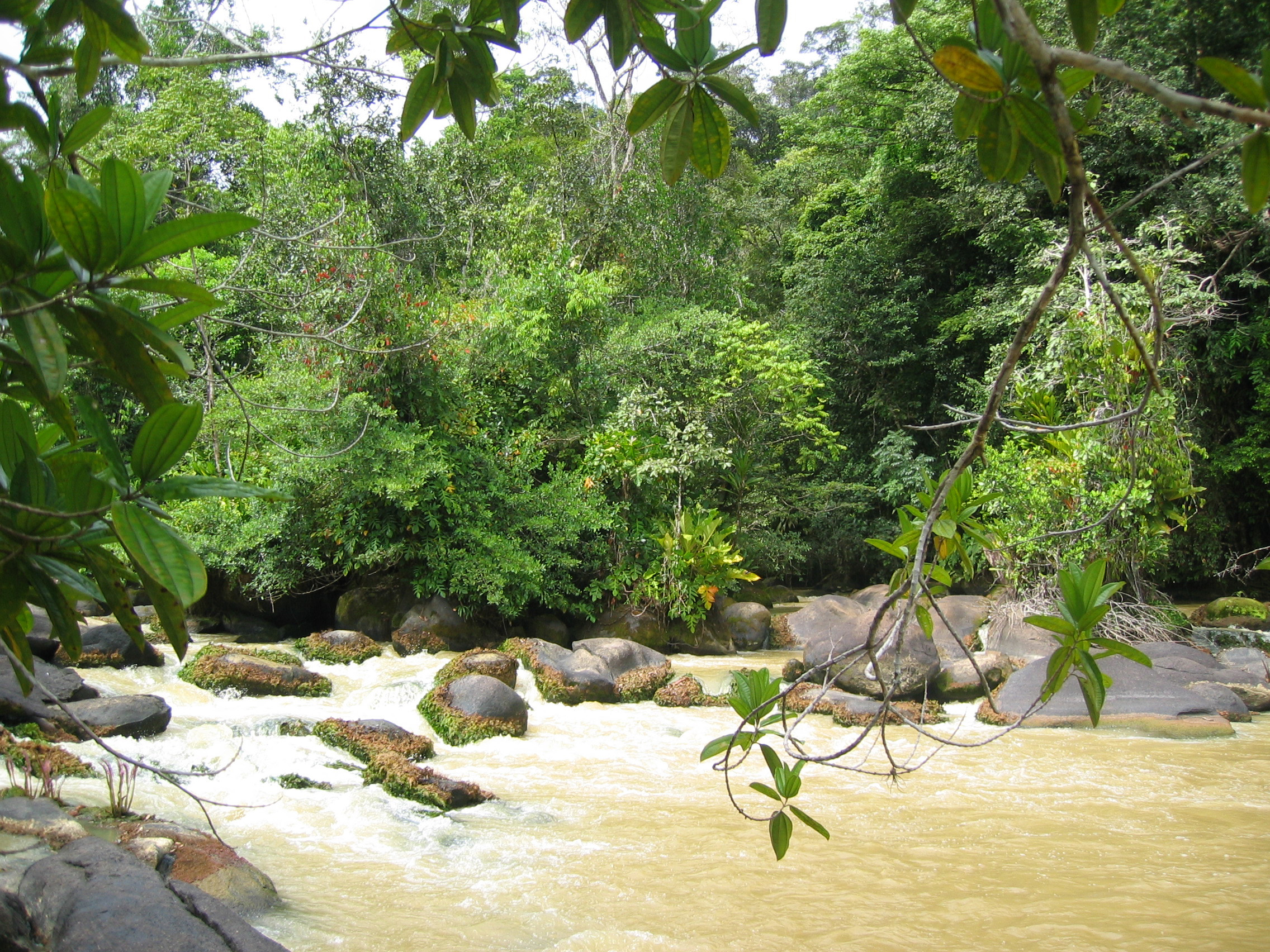
Le fleuve Approuague en Guyane française.

Son bassin versant est de 10 250 km2 de superficie[réf. nécessaire].

## Affluents
Le principal affluent de l'Approuague est la rivière Arataye (rd), 123,5 km.

## Hydrologie
Son régime hydrologique est dit pluvial équatorial. Son module est de 231 m3/s à Pierrette.

## Îles fluviales
Les principales îles fluviales de l'Approuague sont :
- l'île Mantoni
- l'île Aïpoto
- l'île aux Sept Chapelets
- l'île Catalin